# Wiesław Grabowski
Wiesław Grabowski – polski trener i menedżer piłkarski.

## Życiorys
Znajdował się w sztabie Jacka Gmocha podczas Mistrzostw Świata 1978. W tym samym roku podjął naukę w szkole trenerskiej w Kolonii. Po ukończeniu tej szkoły, w 1983 roku przeprowadził się na kontynent afrykański i objął pracę w charakterze selekcjonera reprezentacji Zambii. Funkcję tę pełnił przez rok. W 1985 roku w ramach wymiany rządowej przeniósł się do Zimbabwe. Początkowo był trenerem Darryn Textiles. W późniejszym czasie został także prezesem klubu i w 1991 roku zmienił jego nazwę na Darryn T. W 1992 roku prowadzony przez niego klub zdobył puchar kraju, pokonując w finale 4:0 CAPS United. Następnie był selekcjonerem reprezentacji Zimbabwe U-23, z którą w 1995 roku zdobył srebrny medal na igrzyskach afrykańskich.
W 1994 roku był tymczasowym selekcjonerem seniorskiej kadry Zimbabwe, prowadząc ją w jednym meczu (0:1 z Południową Afryką). Na początku 2002 roku ponownie objął stanowisko selekcjonera reprezentacji. Po przegranej jego drużyny z Suazi 0:2 w ćwierćfinale Pucharu COSAFA w maju został zwolniony.
Był właścicielem klubu DT Africa United i akademii piłkarskiej. Jako menedżer wypromował takich zawodników, jak Gift Muzadzi, Norman Mapeza, Lloyd Chitembwe, Stewart Murisa, Alois Bunjira, Engelbert Dinha, Costa Nhamoinesu, Dickson Choto, Takesure Chinyama i Shingi Kawondera.

## Życie prywatne
Mieszka w Harare. Jest żonaty z Krystyną, lekarzem i konsulem honorowym Rzeczypospolitej Polskiej w Harare.